# Nivelles-Baulers

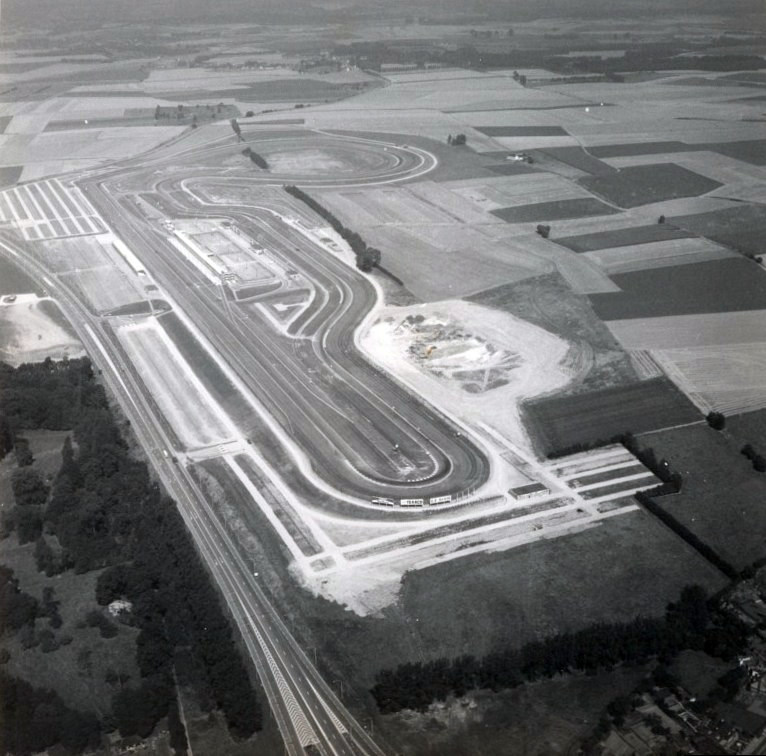
Nivelles-Baulers

Der Complexe Européen de Nivelles-Baulers oder kurz Nivelles-Baulers war eine Motorsport-Rennstrecke in Nivelles, Belgien. Der 1971 eröffnete und 1981 aufgegebene 3,724 km lange Rundkurs war 1972 und 1974 Austragungsort des Großen Preises von Belgien, galt in dieser Zeit neben dem Circuit Paul Ricard als Vorreiter der so genannten „Retortenkurse“ und als die sicherste Strecke für die Formel 1.

## Geschichte
Nachdem die in den 1960er Jahren noch weitgehend aus abgesperrten öffentlichen Straßen bestehende Rennstrecke von Spa-Francorchamps als zu unsicher für die Formel 1 angesehen wurde, mussten für den Großen Preis von Belgien Alternativen gefunden werden. Da die flämischen und wallonischen Politiker übereinkamen, den Grand Prix von Belgien zukünftig abwechselnd in Flandern und Wallonien austragen zu lassen, wurde die Strecke von Nivelles als Gegenstück zum Flämischen Circuit Zolder errichtet.
Um dem Sicherheitsbedürfnis der schneller werdenden Formel 1 zu genügen, wurde der Kurs vom niederländischen Rennstreckendesigner Hans Hugenholtz stark unter Berücksichtigung von Sicherheitsgesichtspunkten gestaltet: Sie war flach und überwand bis auf einen kleinen Hügel am Ende der Start-Zielgerade kaum Höhenunterschiede, die Kurven waren langgezogen und flüssig zu befahren. Die Zuschauerbereiche befanden sich für die damaligen Verhältnisse weit weg von der eigentlichen Strecke, um den Fahrzeugen genügend Auslaufzonen zu bieten. Dies führte von zwei Seiten zu Kritik: Während die Fahrer die angeblich langweilige Streckenführung bemängelten, war die Anlage auch bei den Zuschauern umstritten, da sie die Fahrzeuge nur aus großer Entfernung beobachten konnten.
Die Betreiber der Rennstrecke gerieten schnell in finanzielle Probleme: Nach der Eröffnung im Jahr 1971 kam es bereits im Jahr 1974 zu einer ersten schweren Krise; der Formel-1-Grand-Prix von 1974 konnte nur mit massiver finanzieller Unterstützung der Sponsoren ausgetragen werden. Im Jahr 1975 folgte der Bankrott. Der für das Jahr 1976 geplante Grand Prix wurde trotz Übernahme der Strecke durch einen Kurator nicht in Nivelles ausgetragen, da sich der Fahrbahnbelag über die Jahre verschlechtert hatte und für die Formel 1 nicht mehr als sicher genug eingestuft wurde. Die Formel 1 wich in diesem Jahr erneut nach Zolder aus.
Eine Erneuerung des Fahrbahnbelags konnte aus Mangel an Investoren nicht durchgeführt werden, weshalb auf der sich weiterhin verschlechternden Strecke keine Rennen der Formel 1 mehr geplant wurden. Im Jahr 1980 wurden Autorennen in Nivelles schließlich generell eingestellt; bis 1981 führte der belgische Motorradverband KNMV noch einzelne Motorradrennen in Nivelles durch.
Als am 30. Juni 1981 die Zulassung als Rennstrecke ablief, wurde keine Verlängerung mehr beantragt und die Strecke stillgelegt. Rennstrecke und Gebäude wie die Boxengasse verfielen mit der Zeit und wurden Ende der 1990er Jahre abgerissen, um dem neuen Gewerbegebiet „Portes de l’Europe“ Platz zu machen. Da sich die neuen Gebäude und Straßen des Gewerbegebiets an der Aufteilung der Rennstrecke orientieren, ist die Streckenführung heute aus der Luft noch zu erkennen.

## Strecke

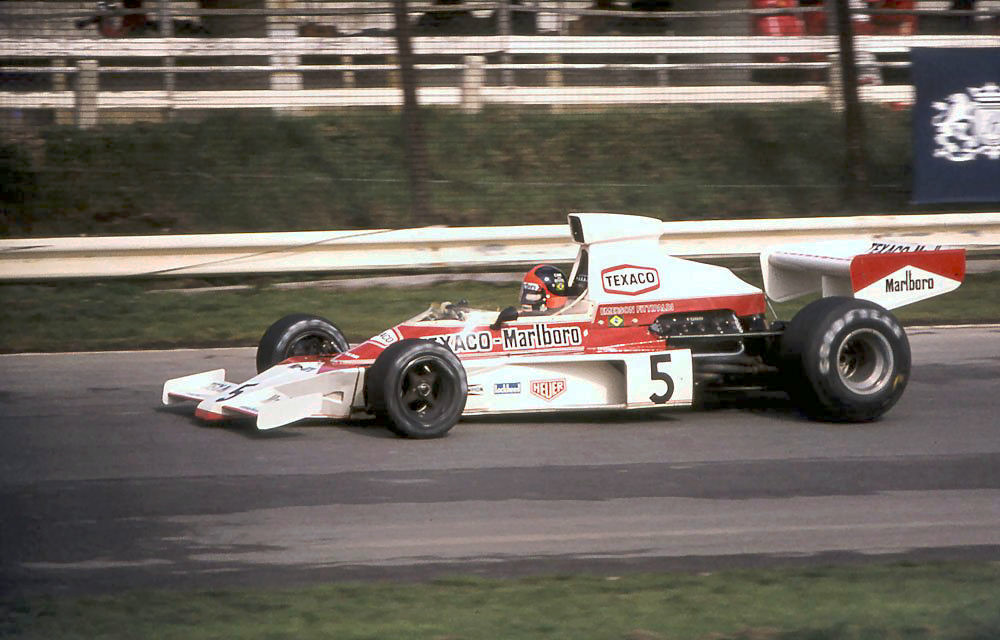
Emerson Fittipaldi, Sieger der beiden Formel-1-Rennen in Nivelles-Baulers, 1974 in einem McLaren M23

Die 3,724 km lange und im Uhrzeigersinn zu fahrende Strecke war geprägt von einer langen Start-Ziel-Geraden, die in einem schnellen Rechtsknick endete. Über eine von den Rennfahrern Big Loop genannte Kombination von Rechtskurven erreichte man die mit zwei mittelschnellen Schikanen versehene Gegengerade, an deren Ende eine langsame 180°-Kurve zurück zu Start-Ziel führte. Die Strecke verfügte über insgesamt sieben flüssig zu fahrenden Kurven; enge Schikanen oder Spitzkehren wurden bei der Planung bewusst vermieden. Die Strecke konnte bei Bedarf zu einem so genannten „Clubkurs“ verkürzt werden, indem auf der Start-Ziel Geraden vor Kurve 1 eine Queranbindung befahren wurde, die auf der Gegengeraden zwischen den Kurven 4 und 5 mündete.
Die schnellste jemals gefahrene Runde lag bei 1.09,82 min., gefahren von Clay Regazzoni auf Ferrari in der Qualifikation zum Formel-1-Grand-Prix von 1974. Der offizielle Rundenrekord betrug 1.11,32 min. gefahren von Denis Hulme auf einem McLaren M23 im späteren Rennen. Der Rundenrekord für Motorräder lag bei 1.23,5 min und wurde 1976 von Barry Ditchburn auf Kawasaki in der 750er-Klasse aufgestellt.
Neben der eigentlichen Rennstrecke befand sich im Bereich der Kurven 4 und 5 ein kleinerer, unabhängiger Kurs, der für Kartrennen genutzt wurde.

## Rennen
In den Jahren 1972 und 1974 war die Strecke Austragungsort des belgischen Formel-1-Grand-Prix. Beide Rennen gewann der Brasilianer Emerson Fittipaldi. Weitere international bedeutsame Veranstaltungen waren Rennen der Formel 5000 im Jahre 1972, Formel 2 im Jahre 1973 und die Formel 750 für Motorräder in den Jahren 1976 und 1978.
Auf der Kartbahn wurden ebenfalls nationale und internationale Rennen ausgetragen. Im September 1980 fuhr der spätere Formel-1-Weltmeister Ayrton Senna einen Lauf der Kart-Weltmeisterschaft in Nivelles, welchen er als Zweiter beendete. Unter den Zuschauern dieses Rennens befand sich der damals 11-jährige Michael Schumacher. Schumacher, später ebenfalls Formel-1-Weltmeister, erinnerte sich in Interviews, dass ihn Sennas Fahrstil an diesem Tag so beeindruckte, dass er sich nach dem Rennen nach dem Namen des Fahrers erkundigte.

## Statistik

### Alle Sieger von Formel-1-Rennen in Nivelles-Baulers
| Nr. | Jahr | Fahrer             | Konstrukteur | Motor | Reifen | Zeit          | Streckenlänge | Runden | Ø-Tempo      | Datum   | GP von  |
| --- | ---- | ------------------ | ------------ | ----- | ------ | ------------- | ------------- | ------ | ------------ | ------- | ------- |
| 1   | 1972 | Emerson Fittipaldi | Lotus        | Ford  | F      | 1:44:06,700 h | 3,724 km      | 85     | 182,423 km/h | 4. Juni | Belgien |
|     |      |                    |              |       |        |               |               |        |              |         | Belgien |
| 2   | 1974 | Emerson Fittipaldi | McLaren      | Ford  | G      | 1:44:20,570 h | 3,724 km      | 85     | 182,019 km/h | 12. Mai | Belgien |